# Fabián Leonardo Alegre
Fabián Leonardo Alegre (Ezpeleta, Buenos Aires, 28 de agosto de 1966) es un exfutbolista y director técnico argentino.

## Biografía

### Como entrenador de Tigre
Proveniente de las divisiones del club, llegó a la dirección técnica de Tigre mientras se disputaba el Torneo Inicial 2013 como reemplazo de Diego Cagna. Durante el Torneo Final 2014 logró que el club mantenga la categoría en la penúltima fecha al empatar 1-1 con Atlético de Rafaela, tras haber sido fuertemente cuestionada su continuidad como DT del matador. 

Pasada la quinta fecha del Torneo Transición 2014, deja la dirección técnica luego de haber empatado sin goles ante Quilmes. El motivo fue los malos resultados obtenidos por el equipo en dicho campeonato.

## Clubes

### Como jugador
| Club                                         | País      | Año         |
| -------------------------------------------- | --------- | ----------- |
| Berazategui                                  | Argentina | 1989        |
| Ferro Carril Oeste                           | Argentina | 1989 – 1992 |
| Quilmes                                      | Argentina | 1992 – 1993 |
| Banfield                                     | Argentina | 1993 – 1995 |
| Platense                                     | Argentina | 1997        |
| Barcelona                                    | Ecuador   | 1997        |
| Unión Táchira                                | Venezuela | 1998 – 1999 |
| Gimnasia y Esgrima de Concepción del Uruguay | Argentina | 1999 – 2000 |

### Como entrenador
| Club        | País      | Año         |
| ----------- | --------- | ----------- |
| Tigre       | Argentina | 2013 – 2014 |
| Berazategui | Argentina | 2016        |

## Estadísticas

### Como jugador
| Argentina  | 168 | 28 | 0.17 |
| Extranjero | 4   | 2  | 0,50 |
| Total      | 172 | 30 | 0,17 |

### Como entrenador
| Equipo          | Temporada | Liga | Liga | Liga | Liga | Liga | Liga | Liga | Liga   | Liga   |
| Equipo          | Temporada | PJ   | G    | E    | P    | GF   | GC   | DG   | Puntos | EF     |
| --------------- | --------- | ---- | ---- | ---- | ---- | ---- | ---- | ---- | ------ | ------ |
| Tigre Argentina | 2013/14   | 32   | 11   | 14   | 9    | 30   | 27   | +3   | 47     | 48.96% |
| Tigre Argentina | 2014      | 5    | 1    | 1    | 3    | 5    | 4    | +1   | 4      | 26.67% |
| Total           | Total     | 37   | 12   | 15   | 12   | 35   | 31   | +4   | 51     | 45.95% |

## Palmarés

### Como jugador

#### Campeonatos nacionales
| Título                | Club                             | País      | Año  |
| --------------------- | -------------------------------- | --------- | ---- |
| Primera C (Argentina) | Asociación Deportiva Berazategui | Argentina | 1989 |
| Serie A               | Barcelona                        | Ecuador   | 1997 |